# Efferia hinei
Efferia hinei är en tvåvingeart som beskrevs av Scarbrough 2008. Efferia hinei ingår i släktet Efferia och familjen rovflugor.
Artens utbredningsområde är Kuba. Inga underarter finns listade i Catalogue of Life.